# Пролив Воейкова
Проли́в Воейкова — пролив в Тихом океане, расположенный в Малой гряде Курильских островов. Разделяет острова Юрий и Зелёный. Ширина пролива 2 км. В зоне между обрывистыми кромками рифов, отходящих от островов Юрий и Зелёный, ширина 740—925 м. Глубины в проливе 14—50 м. В проливе наблюдаются сильные приливные течения. Банки скалистые с наименьшими глубинами 3 и 5,8 м лежат в 6,3 км к северо-востоку от мыса Болотный на острове Танфильева посредине прохода между островами Танфильева и Зелёный. Банки представляют серьёзную опасность для мореходства, особенно при плавании в ограниченную видимость.
Пролив назван в память академика Александра Ивановича Воейкова (1842—1916), выдающегося русского географа и климатолога.

## См.также
- Курильские проливы